# WASP-143
WASP-143, TOI-3422 — одиночная звезда в созвездии Гидры на расстоянии приблизительно 1224 световых лет (около 375 парсек) от Солнца. Видимая звёздная величина звезды — +12,6m. Возраст звезды определён как около 1,9 млрд лет.
Вокруг звезды обращается, как минимум, одна планета.

## Характеристики
WASP-143 — жёлтый карлик спектрального класса G1V, или G1. Масса — около 1,087 солнечной, радиус — около 1,01 солнечного, светимость — около 1,022 солнечной. Эффективная температура — около 5674 K.

## Планетная система
В 2018 году группой астрономов, работающих в рамках программы SuperWASP, было объявлено об открытии планеты WASP-143 b.